# Vahsel-öböl
A Vahsel-öböl egyike az Antarktisz öbleinek, a Weddell-tenger része. Az öböl körülbelül 7 mérföld szélességben terül el a Luitpold-part mentén. Az öbölbe folyik a Schweitzer-gleccser és a Lerchenfeld-gleccser. 1911–12-ben fedezte fel a Német Antarktiszi Expedíció, amit Wilhelm Filchner vezetett. Filchner Richard Vahsel kapitányról nevezte el az öblöt, aki a Deutschland hajó kapitánya volt, és az expedíció idején halt meg. Később Filchner átnevezte az öblöt Herzog Ernst Bucht névre, de később mások újra a Vahsel-öböl nevet kezdték használni.

## Fordítás
Ez a szócikk részben vagy egészben  a   Vahsel Bay című angol Wikipédia-szócikk ezen változatának fordításán alapul.  Az eredeti cikk szerkesztőit annak laptörténete sorolja fel. Ez a jelzés csupán a megfogalmazás eredetét és a szerzői jogokat jelzi, nem szolgál a cikkben szereplő információk forrásmegjelöléseként.